# Sylvisorex howelli
Sylvisorex howelli là một loài động vật có vú trong họ Chuột chù, bộ Soricomorpha. Loài này được Jenkins mô tả năm 1984.